# La Bomba (Sonora)
La Bomba o también conocida como Juan Maldonado Tetabiate, es una ranchería del municipio de Bácum ubicada en el sur del estado mexicano de Sonora en la zona del Valle del Yaqui cercana a la afluencia del río Yaqui. Según los datos del Censo de Población y Vivienda realizado en 2010 por el Instituto Nacional de Estadística y Geografía (INEGI), La Bomba tiene un total de 237 habitantes. Su primer nombre se debe a que en el lugar existía una bomba de agua que su usaba para el riego de los campos agricultores cercanos, y el segundo nombre es en honor al militar yaqui Juan Maldonado Waswechia "Tetabiate".

## Geografía
Véase también: Geografía del municipio de Bácum
La Bomba se sitúa en las coordenadas geográficas 27°33'55"  de latitud norte y 110°04'59" de longitud oeste del meridiano de Greenwich, a una elevación de 25 metros sobre el nivel del mar, se encuentra en el territorio centro del municipio de Bácum, en el valle del Yaqui.